# Jessicah Schipper
Jessicah Lee Schipper OAM (* 19. November 1986 in Brisbane) ist eine australische Schwimmerin.

## Werdegang
Die Tochter einer deutschstämmigen Familie schaffte ihren internationalen Durchbruch auf Einzelstrecken bei den Schwimmweltmeisterschaften 2005 in Montréal. Ihre Spezialdisziplinen sind die Schmetterlingstrecken. Über 100 m Schmetterling wurde sie in Montréal Weltmeisterin und über 200 m Schmetterling musste sie sich um 4 Hundertstel Sekunden Otylia Jędrzejczak aus Polen geschlagen geben und gewann die Silbermedaille. Mit der australischen Lagenstaffel gewann Schipper eine weitere Goldmedaille.
Sie gewann bei den Schwimmweltmeisterschaften 2007 in Melbourne den Weltmeistertitel über 200 m Schmetterling. Über 100 m in der gleichen Disziplin musste sie sich lediglich ihrer Teamkollegin Lisbeth Lenton geschlagen geben und gewann Silber. Gemeinsam mit Lenton, Emily Seebohm und Leisel Jones gewann sie Gold in der 4 × 100-m-Lagenstaffel. Bei den Olympischen Spielen 2008 in Peking gewann sie über 100 m Schmetterling die Bronzemedaille hinter ihrer Landsfrau Lisbeth Trickett und der US-Amerikanerin Christine Magnuson. Über 200 m Schmetterling konnte sie ebenfalls Bronze gewinnen. Den größten Erfolg der Spiele in Peking konnte sie am letzten Tag der Schwimmwettkämpfe verbuchen, als sie mit der 4 × 100-m-Lagenstaffel die Goldmedaille gewann.
Die Schwimmweltmeisterschaften 2009 in Rom begannen für sie mit einer Silbermedaille über 100 Meter Schmetterling hinter der erst 15-jährigen Sarah Sjöström. Über 200 Meter Schmetterling gelang es ihr dann ihren WM-Titel in Weltrekordzeit zu verteidigen.

## Rekorde
| Weltrekorde (1)                                   | Weltrekorde (1) | Weltrekorde (1) | Weltrekorde (1) |
| ------------------------------------------------- | --------------- | --------------- | --------------- |
| 4 × 100 m Lagen (mit Seebohm, Jones und Trickett) | 03:52,69 min    | 17. August 2008 | Peking          |
| (Stand: 17. August 2008)                          |                 |                 |                 |